# Zachodniopomorska Chorągiew Harcerek ZHR
Zachodniopomorska Chorągiew Harcerek ZHR – jednostka terytorialna Organizacji Harcerek ZHR. Swoim zasięgiem obejmuje: Szczecin, Świnoujście, Gorzów, Koszalin, Karlino, Police, Świebodzin.

## Hufce
- Szczeciński Hufiec Harcerek „WRZOS”
- Gorzowski Hufiec Harcerek „POLANA”
- Świnoujski Związek Drużyn Harcerek „FLOS”
- Koszaliński Związek Drużyn "ARCHIPELAG"